# Ophthalmolabus ednroedyi
Ophthalmolabus ednroedyi es una especie de coleóptero de la familia Attelabidae.

## Distribución geográfica
Habita en Ghana.